# مت‌آرتریول
مت‌آرتریول یا پس‌شریانچه (انگلیسی: Metarteriole) رگ‌های کوچکی هستند حد فاصل سرخرگچه‌ها و مویرگ‌ها که با لایه‌ای غیر پیوسته از ماهیچه صاف احاطه شده‌اند.
وقتی که بافت نیاز ندارد که خون در سرتاسر شبکه مویرگی جریان داشته باشد، مت‌آرتریول تنگ می‌شود و به تنظیم جریان خون کمک می‌کند.
آرتریول‌های انتهایی به موئینه و مت‌آرتریول‌ها ختم می‌شوند. موئینه‌ها از مویرگ‌ها بزرگ‌تر هستند.